# 1882
| [ Edytuj tabelę ]              | |
| Król Polski (tytularny)        | - 1881 Aleksander III Romanow 1894 |
| Emir Afganistanu               | - 1880 Abdur Rahman Chan 1901 |
| Współksiążęta Andory           | - 1879 Salvador Casañas i Pagès 1901 - 1879 Jules Grévy 1887                                                                             |
| Prezydent Argentyny            | - 1880 gen. Julio Argentino Roca 1886 |
| Cesarz Austrii                 | - 1848 Franciszek Józef I 1916 |
| Król Bawarii                   | - 1864 Ludwik II 1886 |
| Król Belgów                    | - 1865 Leopold II 1909 |
| Premier Belgii                 | - 1878 H.-J.-W. Frère-Orban 1884 |
| Prezydent Boliwii              | - 1880 Narciso Campero 1884 |
| Cesarz Brazylii                | - 1831 Pedro II 1889 |
| Sułtan Brunei                  | - 1852 Abdul Momin 1885 |
| Car Bułgarii                   | - 1879 Aleksander I Battenberg 1886 |
| Premier Bułgarii               | - 1882 Leonid Sobolew 1883 |
| Prezydent Chile                | - 1881 Domingo Santa María 1886 |
| Cesarz Chin                    | - 1875 Guangxu 1908 |
| Premier Czarnogóry             | - 1879 Božo Petrović-Njegoš 1905 |
| Król Czech                     | - 1848 Franciszek Józef I 1916 |
| Król Danii                     | - 1863 Chrystian IX 1906 |
| Premier Danii                  | - 1875 Jacob Brønnum Scavenius Estrup 1894                                                                                               |
| Dalajlama                      | - 1876 Thubten Gjaco 1933 |
| Prezydent Dominikany           | - 1880 Fernando Arturo de Meriño 1882 - 1882 Ulises Heureaux 1884                                                                        |
| Władca Egiptu                  | - 1879 Taufik Pasza 1892 |
| Premier Egiptu                 | - 1881 Muhammad Szarif Pasza 1882 - 1882 Mahmud Sami al-Barudi 1882 - 1882 Raghib Pasza 1882 - 1882 Muhammad Szarif Pasza 1884           |
| Prezydent Ekwadoru             | - 1876 Ignacio de Veintermilla 1883 |
| Cesarz Etiopii                 | - 1871 Jan IV Kassa 1889 |
| Prezydent Francji              | - 1879 Jules Grévy 1887 |
| Premier Francji                | - 1881 Léon Gambetta 1882 - 1882 Charles de Freycinet 1882 - 1882 Charles Duclerc 1883                                                   |
| Król Grecji                    | - 1863 Jerzy I 1913 |
| Prezydent Gwatemali            | - 1873 Justo Rufino Barrios 1885 |
| Prezydent Haiti                | - 1879 Lysius Salomon 1888 |
| Król Hawajów                   | - 1874 Kalākaua 1891 |
| Król Hiszpanii                 | - 1874 Alfons XII 1885 |
| Premier Hiszpanii              | - 1881 Práxedes Mateo Sagasta 1883 |
| Król Holandii                  | - 1849 Wilhelm III 1890 |
| Premier Holandii               | - 1879 Constantijn Theodoor van Lynden van Sandenburg 1883                                                                               |
| Prezydent Hondurasu            | - 1876 Marco Aurelio Soto 1883 |
| Szach Iranu                    | - 1848 Naser ad-Din Szah 1896 |
| Król Irlandii                  | - 1837 Wiktoria Hanowerska 1901 |
| Cesarz Japonii                 | - 1867 Mutsuhito 1912 |
| Kalif                          | - 1876 Abdülhamid II 1909 |
| Premier Kanady                 | - 1878 John Macdonald 1891 |
| Emir Kataru                    | - 1878 Kasim ibn Muhammad Al Sani 1913                                                                                                   |
| Prezydent Kolumbii             | - 1880 gen. Rafael Núñez 1882 - 1882 Francisco Javier Zaldúa 1882 - 1882 Climacho Calderón 1883                                          |
| Patriarcha Konstantynopola     | - 1878 Joachim III 1884 |
| Władca Korei                   | - 1863 Kojong 1907 |
| Prezydent Kostaryki            | - 1877 Tomás Guardia Gutiérrez 1882 - 1882 Saturnino Lizano Gutiérrez (p.o.) 1882 - 1882 Próspero Fernández Oreamuno 1885                |
| Emir Kuwejtu                   | - 1866 Abd Allah II 1892 |
| Prezydent Liberii              | - 1878 Anthony Gardiner 1883 |
| Książę Liechtensteinu          | - 1858 Jan II Dobry 1929 |
| Wielki książę Luksemburga      | - 1849 Wilhelm III 1890 |
| Premier Luksemburga            | - 1874 Baron de Blochausen 1885 |
| Sułtan Maroka                  | - 1873 Hassan I 1894 |
| Prezydent Meksyku              | - 1880 Manuel González 1884 |
| Książę Monako                  | - 1856 Karol III 1889 |
| Król Nepalu                    | - 1881 Prithvi 1911 |
| Premier Nepalu                 | - 1877 Rana Udip Singh Bahadur Rana 1885                                                                                                 |
| Cesarz Niemiec                 | - 1871 Wilhelm I Hohenzollern 1888 |
| Kanclerz Niemiec               | - 1871 Otto von Bismarck 1890 |
| Prezydent Nikaragui            | - 1879 Joaquín Zavala 1883 |
| Król Norwegii                  | - 1872 Oskar II 1905 |
| Premier Nowej Zelandii         | - 1879 John Hall 1882 - 1882 Frederick Whitaker 1883                                                                                     |
| Sułtan Omanu                   | - 1870 Turki ibn Sa’id 1888 |
| Papież                         | - 1878 Leon XIII 1903 |
| Prezydent Paragwaju            | - 1881 gen. Bernardino Caballero 1886 |
| Prezydent Peru                 | - 1881 Lizardo Montero 1883 |
| Król Portugalii                | - 1861 Ludwik 1889 |
| Król Prus                      | - 1861 Wilhelm I 1888 |
| Car Rosji                      | - 1881 Aleksander III 1894 |
| Król Rumunii                   | - 1881 Karol I 1914 |
| Premier Rumunii                | - 1881 Ion Brătianu 1888 |
| Król Saksonii                  | - 1873 Albert I Wettyn 1902 |
| Prezydent Salwadoru            | - 1876 Rafael Zaldívar 1885 |
| Kapitanowie Regenci San Marino | - 1881 Domenico Fattori Teodoro Ceccoli 1882 - 1882 Marino Fattori Francesco Marcucci 1882 - 1882 Giuliano Belluzzi Michele Ceccoli 1883 |
| Król Serbii                    | - 1882 Milan Obrenowić 1889 |
| Książę Serbii                  | - 1868 Milan I Obrenowić 1882 |
| Prezydent Szwajcarii           | - 1882 Simeon Bavier 1882 |
| Król Szwecji                   | - 1872 Oskar II 1907 |
| Premier Szwecji                | - 1880 Arvid Posse 1883 |
| Król Tajlandii                 | - 1868 Chulalongkorn 1910 |
| Król Tonga                     | - 1875 Jerzy Tupou I 1893 |
| Premier Tonga                  | - 1881 Shirley Waldemar Baker 1890 |
| Sułtan Turków                  | - 1876 Abdülhamid II 1909 |
| Prezydent Urugwaju             | - 1880 Francisco Antonino Vidal 1882 - 1882 Máximo Santos 1886                                                                           |
| Prezydent USA                  | - 1881 Chester Arthur 1885 |
| Prezydent Wenezueli            | - 1879 Antonio Guzmán Blanco 1884 |
| Król Węgier                    | - 1848 Franciszek Józef I 1916 |
| Premier Węgier                 | - 1875 Kálmán Tisza 1890 |
| Monarcha Wielkiej Brytanii     | - 1837 Wiktoria 1901 |
| Premier Wielkiej Brytanii      | - 1880 William Ewart Gladstone 1885 |
| Cesarz Wietnamu                | - 1847 Tự Đức 1883 |
| Król Włoch                     | - 1878 Humbert I 1900 |

Rok 1882 / MDCCCLXXXII
stulecia: XVIII wiek ~
XIX wiek ~
XX wiek

dziesięciolecia:
1850–1859 •
1860–1869 •
1870–1879 •
1880–1889
• 1890–1899
• 1900–1909
• 1910–1919

lata: 1872 «
1877 «
1878 «
1879 «
1880 «
1881 «
1882
» 1883
» 1884
» 1885
» 1886
» 1887
» 1892

## Wydarzenia w Polsce
- 30 lipca – otwarto Dworzec Tatrzański w Zakopanem.
- 28 sierpnia – w Krakowie rozpoczęto budowę linii tramwajowej.
- 31 sierpnia – oddano do użytku linię kolejową ze Stargardu do Kostrzyna.
- 1 września – w Warszawie, z inicjatywy Ludwika Waryńskiego, powstała Socjalno-Rewolucyjna Partia Proletariat – pierwsza polska partia robotnicza.
- 7 października – podczas posiedzenia Sejmu Krajowego we Lwowie Jan Matejko podarował Narodowi swój nowy obraz Hołd pruski, z przeznaczeniem do mającego powstać na Wawelu muzeum.
- 31 października – w Krakowie oddano do użytku linię konnej kolei żelaznej zwanej tramwajem.
- 2 listopada – przed bazyliką Świętego Krzyża w Warszawie ustawiono brązową figurę Chrystusa dźwigającego krzyż.
- 11 listopada – otwarto odcinek linii kolejowej nr 207 Chełmża – Grudziądz.
- Zbudowano drogę bitą Lębork – Wierzchucino.

## Wydarzenia na świecie
- 7 stycznia – Ferdinand Kilger, Heinrich Zametzer, Josef Zametzer, Heinrich Schwaiger oraz Alois Zott przeprowadzili pierwsze zimowe wejście na Zugspitze w Alpach Bawarskich, najwyższy szczyt Niemiec.
- 25 stycznia – zabójca prezydenta USA Jamesa A. Garfielda, prawnik Charles J. Guiteau, został skazany na karę śmierci.
- 7 lutego – cesarz Chin Guangxu ustanowił Order Podwójnego Smoka.
- 2 marca – szkocki szaleniec Roderick McLean wystrzelił w kierunku powozu królowej brytyjskiej Wiktorii, chybiając celu.
- 6 marca – Księstwo Serbii zostało przekształcone w Królestwo Serbii.
- 9 marca – austriacki astronom Johann Palisa odkrył planetoidę (223) Rosa.
- 18 marca – amerykański astronom Charles S. Wells odkrył tzw. Wielką Kometę z roku 1882.
- 21 marca – została założona Chicago Stock Exchange.
- 23 marca – utworzono Biuro Wywiadu Marynarki Wojennej USA.
- 24 marca – Robert Koch ogłosił w Berlinie wyodrębnienie bakterii prątka odpowiedzialnego za gruźlicę.
- 29 marca – w USA założono zakon Rycerzy Kolumba, największą w świecie katolicką organizacją świecką o charakterze charytatywnym.
- 30 marca – astronom Johann Palisa odkrył planetoidę (224) Oceana.
- 3 kwietnia:
  - Stiepan Chałturin został stracony za nieudany zamach w Pałacu Zimowym na cara Aleksandra II.
  - w St. Joseph w stanie Missouri zdrajca Robert Ford zamordował strzałem w tył głowy szefa swojego gangu, Jesse’ego Jamesa.
- 19 kwietnia – astronom Johann Palisa odkrył planetoidę (225) Henrietta.
- 21 kwietnia – Frederick Whitaker został po raz drugi premierem Nowej Zelandii.
- 25 kwietnia – wojska francuskie zdobyły Hanoi w północnym Wietnamie.
- 29 kwietnia – na przedmieściach Berlina Werner von Siemens zaprezentował publicznie pierwszy na świecie trolejbus Elektromote.
- 17 maja – całkowite zaćmienie Słońca widoczne w północnej Afryce, na Bliskim Wschodzie i w Chinach.
- 20 maja – Niemcy, Włochy i Austro-Węgry zawiązały Trójprzymierze.
- 30 czerwca – zabójca prezydenta USA Jamesa A. Garfielda Charles J. Guiteau został stracony przez powieszenie.
- 26 lipca:
  - w Bayreuth odbyła się prapremiera opery Parsifal Richarda Wagnera.
  - w południowej Afryce została utworzona republika burska Stellaland.
- 4 września – przy Pearl Street w Nowym Jorku Thomas Alva Edison uruchomił pierwszą na świecie komercyjną elektrownię. Posiadała ona 6 generatorów prądu stałego, z których każdy był napędzany silnikiem parowym o mocy 125 KM.
- 7 września – odkryto Wielką Kometę Wrześniową.
- 13 września – zwycięstwo Brytyjczyków nad egipskimi powstańcami w bitwie pod Tel-el-Kebir.
- 30 września – na rzece Fox w Appleton w stanie Wisconsin uruchomiono pierwszą hydroelektrownię.
- 10 października – powstał Bank Japonii.
- 22 grudnia – po raz pierwszy ozdobiono drzewko lampkami elektrycznymi w Nowym Jorku
- Rozegrano pierwsze regaty bojerowe (Rosja – ujście Newy, dystans: 84 km).

## Urodzili się
- 2 stycznia – Anna Gramatyka-Ostrowska, polska malarka i grafik (zm. 1958)
- 6 stycznia – Aleksandra Ekster, artystka, projektantka, pedagog (zm. 1949)
- 7 stycznia – Humbert Lundén, szwedzki żeglarz, medalista olimpijski (zm. 1961)
- 10 stycznia – Eugène Joseph Delporte, belgijski astronom (zm. 1955)
- 11 stycznia – Gustave Vanderstappen, belgijski piłkarz (zm. 1955)
- 12 stycznia – Maria Wincencja Masia Ferragut, hiszpańska klaryska kapucynka, męczennica, błogosławiona katolicka (zm. 1936)
- 15 stycznia:
  - Małgorzata Connaught, brytyjska księżniczka, szwedzka księżna (zm. 1920)
  - Henry Burr, kanadyjski tenor (zm. 1941)
  - Ignacy Kozielewski, pedagog, współtwórca harcerstwa polskiego (zm. 1964)
  - Florian Znaniecki, polski filozof i socjolog (zm. 1958)
- 17 stycznia – Helena Romanowa, wielka księżna Rosji (zm. 1957)
- 18 stycznia – A.A. Milne, brytyjski pisarz, poeta i dramaturg, autor książek dla dzieci, m.in. Kubusia Puchatka (zm. 1956)
- 21 stycznia – Marian Andrzejewski, polski architekt, urbanista, inżynier i budowniczy (zm. 1962)
- 24 stycznia – Harold Babcock, amerykański astronom (zm. 1968)
- 25 stycznia – Virginia Woolf, angielska pisarka, feministka, krytyk literacki (zm. 1941)
- 26 stycznia:
  - André Rischmann, francuski rugbysta, medalista olimpijski (zm. 1955)
  - Franciszek Stryjas, polski katecheta, męczennik, błogosławiony katolicki (zm. 1944)
- 27 stycznia – Henryk Weiss, polski oficer, kawaler Orderu Virtuti Militari (zm. 1942)
- 28 stycznia – Zdzisław Tomasz Rogalewicz, polski działacz socjalistyczny, członek Organizacji Bojowej PPS (zm. 1919)
- 29 stycznia – Tadeusz Makowski, polski malarz (zm. 1932)
- 30 stycznia – Franklin Delano Roosevelt, 32 prezydent USA (zm. 1945)
- 2 lutego – Marian Figler, polski oficer, kawaler Virtuti Militari (zm. ?)
- 5 lutego – August Kopff, niemiecki astronom (zm. 1960)
- 9 lutego – Józef Rymer, powstaniec śląski i polski działacz patriotyczny na Górnym Śląsku (zm. 1922)
- 13 lutego:
  - Tadeusz Banachiewicz, polski matematyk, astronom i geodeta (zm. 1954)
  - Jan Rostafiński, polski zootechnik i agronom (zm. 1966)
- 18 lutego – Anna Schäffer, niemiecka mistyczka, święta katolicka (zm. 1925)
- 1 marca – Adolf Berger, polski prawnik, historyk prawa (zm. 1962)
- 3 marca – Kazimierz Bartel, polski polityk, profesor, matematyk, premier II RP (zm. 1941)
- 13 marca – Anna Piasecka, polska działaczka społeczno-oświatowa, poseł na Sejm Ustawodawczy (zm. 1980)
- 14 marca – Wacław Sierpiński, polski matematyk (zm. 1969)
- 16 marca:
  - Jan Antoni Grabowski, polski pedagog, pisarz, znawca sztuki (zm. 1950)
  - Stanisław Pawłowski, polski geograf (zm. 1940)
- 17 marca – Gustaf Svensson, szwedzki żeglarz, medalista olimpijski (zm. 1950)
- 18 marca – Józef Pracki, polski oficer, lekarz, kawaler Orderu Virtuti Militari (zm. 1935)
- 19 marca – Aleksander Skrzyński, hrabia, prawnik, polityk, premier Polski (zm. 1931)
- 25 marca – Otto Neururer, austriacki duchowny katolicki, męczennik, błogosławiony (zm. 1940)
- 31 marca – Fritzi Massary, austriacko-amerykańska śpiewaczka operowa (sopran), aktorka (zm. 1969)
- 2 kwietnia – Maurus Witzel ofm, biblista katolicki, sumerolog, franciszkanin (zm. 1968)
- 5 kwietnia:
  - Song Jiaoren, chiński polityk (zm. 1913)
  - Jerzy Świrski, polski wiceadmirał (zm. 1959)
  - Jadwiga Wołoszyńska, polska biolog, profesor (zm. 1951)
- 7 kwietnia:
  - Józef Rybak, polski generał (zm. 1953)
  - Kurt von Schleicher, niemiecki polityk, generał; ostatni kanclerz Republiki Weimarskiej (zm. 1934)
- 20 kwietnia – Harry Rosenswärd, szwedzki żeglarz, medalista olimpijski (zm. 1955)
- 21 kwietnia – Percy W. Bridgman, amerykański fizyk i filozof (zm. 1961)
- 26 kwietnia – Stanisław Car, polski prawnik, minister sprawiedliwości, marszałek Sejmu RP (zm. 1938)
- 9 maja – Izabela Calduch Rovira, hiszpańska klaryska kapucynka, męczennica, błogosławiona katolicka (zm. 1937)
- 10 maja – Donatien Bouché, francuski żeglarz, medalista olimpijski (zm. 1965)
- 19 maja – Mohammad Mosaddegh, irański polityk, premier Iranu (zm. 1967)
- 20 maja – Sigrid Undset, norweska powieściopisarka, laureatka Nagrody Nobla w 1928 roku (zm. 1949)
- 25 maja:
  - Filip Ericsson, szwedzki żeglarz, medalista olimpijski (zm. 1951)
  - Władysław Weber, działacz społeczny, burmistrz Rybnika (zm. 1961)
- 30 maja – Feliks Dziewicki, polski oficer, kawaler Orderu Virtuti Militari (zm. ?)
- 31 maja – Willy de l’Arbre, belgijski żeglarz, medalista olimpijski (zm. 1962)
- 3 czerwca – Ludwik Urbano Lanaspa, hiszpański dominikanin, męczennik, błogosławiony katolicki (zm. 1936)
- 7 czerwca – Bolesław Namysłowski, polski botanik (zm. 1929)
- 15 czerwca – Piotr Maldonado Lucero, meksykański duchowny katolicki, męczennik, święty (zm. 1937)
- 17 czerwca:
  - Bunny Abbott, nowozelandzki rugbysta (zm. 1971)
  - Igor Strawinski (5 czerwca ss.), rosyjski kompozytor, pianista, dyrygent (zm. 1971)
- 20 czerwca:
  - Józef Górski, działacz komunistyczny (zm. 1962)
  - Jan Gruszczyński, radny Dzielnicowej Rady Narodowej w Warszawie, działacz komunistyczny (zm. 1957)
- 22 czerwca:
  - Jacques Thubé, francuski żeglarz, medalista olimpijski (zm. 1969)
  - Aleksandra Zagórska, polska podpułkownik, legionistka, organizatorka i komendantka Ochotniczej Legii Kobiet (zm. 1965)
- 26 czerwca – Aleksandra Karnicka, polska działaczka ludowa, polityk, senator RP (zm. 1965)
- 3 lipca – Władysław Markowski, polski oficer (zm. 1944)
- 7 lipca – Janka Kupała, białoruski pisarz (zm. 1942)
- 15 lipca – Czesław Grabowski, polski radny i działacz komunistyczny (zm. 1966)
- 22 lipca – Edward Hopper, amerykański malarz (zm. 1967)
- 24 lipca – Alfred Martin, niemiecki taternik, alpinista, narciarz wysokogórski, historyk, socjolog i profesor uniwersytecki (zm. 1979)
- 26 lipca:
  - Dixie Bibb Graves, amerykańska polityk, senator ze stanu Alabama (zm. 1965)
  - Hans Wolfgang Maier, szwajcarski psychiatra (zm. 1945)
- 27 lipca – Donald Crisp, brytyjski aktor i reżyser (zm. 1974)
- 30 lipca – Malcolm McArthur, australijski rugbysta, medalista olimpijski (zm. 1961)
- 1 sierpnia – August Krause, polski polityk, pierwszy burmistrz Gdyni (zm. 1957)
- 5 sierpnia:
  - Roman Archutowski, polski duchowny katolicki, męczennik, błogosławiony (zm. 1943)
  - Mikołaj da Gesturi, włoski kapucyn, błogosławiony katolicki (zm. 1958)
  - Trygve Schjøtt, norweski żeglarz, medalista olimpijski (zm. 1960)
- 6 sierpnia – Harlan J. Bushfield, amerykański prawnik, polityk, senator ze stanu Dakota Południowa (zm. 1948)
- 11 sierpnia – Rodolfo Graziani, włoski marszałek i polityk (zm. 1955)
- 16 sierpnia – Leonardo Bello, włoski franciszkanin, generał zakonu (zm. 1944)
- 18 sierpnia – Jan Zhang Huan, chiński męczennik, święty katolicki (zm. 1900)
- 19 sierpnia – Stefania Betcherowa, polska aktorka (zm. 1945)
- 21 sierpnia – Stanisław Wrzaliński, polski pułkownik (zm. 1950)
- 22 sierpnia – Raymonde de Laroche, francuska lotniczka, pierwsza kobieta, która uzyskała licencję pilota (zm. 1919)
- 24 sierpnia – Aleksandra Kazimiera Karpińska, polska archeolog, kustosz (zm. 1953)
- 25 sierpnia – Seán T. O’Kelly, irlandzki polityk, drugi prezydent tego kraju (zm. 1966)
- 2 września:
  - J Harlen Bretz, amerykański geolog (zm. 1981)
  - Paul Isberg, szwedzki żeglarz, medalista olimpijski (zm. 1955)
- 18 września – Ulryka Franciszka Nisch, niemiecka zakonnica, błogosławiona katolicka (zm. 1913)
- 20 września – Marceli Nowakowski, polski duchowny katolicki, działacz społeczny i polityczny (zm. 1940)
- 21 września – Eliasz od Pomocy NMP Nieves Castillo, meksykański augustianin, męczennik, błogosławiony katolicki (zm. 1928)
- 24 września – Max Décugis, francuski tenisista (zm. 1978)
- 26 września – Helena Kottler Vurnik, słoweńska malarka (zm. 1962)
- 29 września – Aleksandra Hanowerska, księżna Meklemburgii (zm. 1963)
- 1 października – Franciszka Ciemięgowa, polska działaczka narodowa i oświatowa (zm. 1946)[1]
- 3 października – Karol Szymanowski, polski kompozytor (zm. 1937)
- 4 października – Franciszek Zalewski, polski działacz niepodległościowy, lekarz i oficer (zm. 1970)
- 14 października – Éamon de Valera, irlandzki prezydent (zm. 1975)
- 20 października – Béla Lugosi, węgierski aktor (zm. 1956)
- 30 października – Günther von Kluge, niemiecki feldmarszałek (zm. 1944)
- 5 listopada – Lajos Károly Horn, węgierski taternik, inżynier, autor licznych publikacji taternickich (zm. 1945)
- 10 listopada – Antoni Zawistowski, polski duchowny katolicki, męczennik, błogosławiony (zm. 1942)
- 11 listopada – Jan Prymus, pułkownik piechoty Wojska Polskiego (zm. ?)
- 17 listopada – Henryk Raabe, polski zoolog i polityk (zm. 1951)
- 21 listopada – Harold Lowe, piąty oficer na RMS Titanicu (zm. 1944)
- 27 listopada – Chris McKivat, australijski rugbysta, medalista olimpijski (zm. 1941)
- 29 listopada – Władysław Lutecki, polski duchowny katolicki, malarz (zm. 1968)
- 1 grudnia – Franciszek Ścigała, polski duchowny katolicki (zm. 1940)
- 7 grudnia:
  - Robert Debré, francuski pediatra, bakteriolog (zm. 1978)
  - Viktor Glondys, niemiecki duchowny i teolog luterański (zm. 1949)
  - Sara Lipska, polsko-francuska malarka, rzeźbiarka, projektantka mody i wnętrz pochodzenia żydowskiego (zm. 1973)
  - Jacques Sevin, francuski jezuita, instruktor skautowy (zm. 1951)
- 8 grudnia – Manuel María Ponce, meksykański kompozytor, pianista i badacz muzyki ludowej (zm. 1948)
- 11 grudnia:
  - Henryk Bednarski, polski taternik, ratownik TOPR, narciarz i instruktor narciarski (zm. 1945)
  - Max Born, niemiecki matematyk i fizyk, noblista (zm. 1970)
- 12 grudnia:
  - Akiba Rubinstein, polski szachista (zm. 1961)
  - Aleksandra Piłsudska, druga żona marszałka Józefa Piłsudskiego (zm. 1963)
  - Gustaw Nowotny, lekarz chirurg, autor prac o chirurgicznym leczeniu gruźlicy, lekarz TOPR (zm. 1944)
- 19 grudnia:
  - Fernand Cournollet, francuski curler (zm. 1971)
  - Bronisław Huberman, polski skrzypek (zm. 1947)
  - Rudolf Patoczka, pułkownik artylerii Wojska Polskiego (zm. 1942)
- 28 grudnia – Arthur Stanley Eddington, brytyjski astrofizyk (zm. 1944)
- 29 grudnia – Kazimierz Sykulski, polski duchowny katolicki, poseł na Sejm Ustawodawczy (1919–1922), męczennik, błogosławiony katolicki (zm. 1941)
- 31 grudnia – Ragnar Svensson, szwedzki żeglarz, medalista olimpijski (zm. 1959)

Data dzienna nieznana: 
- Fernand Carlier, belgijski żeglarz, olimpijczyk (zm. ?)
- Agata Phutta, tajska męczennica, błogosławiona katolicka (zm. 1940)
- Miklós Szontagh (junior), węgierski lekarz, taternik, działacz turystyczny (zm. 1963)
- Łucja Wang Cheng, chińska męczennica, święta katolicka (zm. 1900)
- Chi Zhuzi, chiński męczennik, święty katolicki (zm. 1900)

## Zmarli
- 7 stycznia – Ignacy Łukasiewicz, polski wynalazca, pionier przemysłu naftowego (ur. 1822)
- 11 stycznia – Theodor Schwann, niemiecki naturalista, fizjolog i histolog, jeden z twórców teorii komórkowej (ur. 1810)
- 13 stycznia – Wilhelm Mauser, niemiecki, konstruktor broni palnej (ur. 1834)
- 23 marca – Annunciata Cocchetti, włoska zakonnica, założycielka Sióstr św. Doroty, błogosławiona katolicka (ur. 1800)
- 24 marca – Henry Wadsworth Longfellow, amerykański poeta (ur. 1807)
- 19 kwietnia – Karol Darwin, angielski przyrodnik (ur. 1809)
- 25 kwietnia – Joseph Aschbach, niemiecki historyk związany z Uniwersytetem Wiedeńskim (ur. 1801)
- 30 kwietnia – Wilhelm Kohn, polski lekarz żydowskiego pochodzenia (ur. 1831)
- 2 czerwca – Giuseppe Garibaldi, włoski generał i rewolucjonista (ur. 1807)
- 11 czerwca – Paula Frassinetti, włoska zakonnica, założycielka Sióstr św. Doroty, święta katolicka (ur. 1809)
- 3 lipca – Józef Abelewicz, polski duchowny katolicki, pedagog (ur. 1821)
- 15 sierpnia – Karol Miarka, polski pisarz, działacz narodowy na Górnym Śląsku (ur. 1825)
- 8 września – Joseph Liouville, matematyk francuski (ur. 1809)
- 23 września – Friedrich Wöhler, niemiecki chemik (ur. 1800)
- 13 października – Arthur de Gobineau, francuski dyplomata; uchodzi za twórcę doktryny rasizmu (ur. 1816)
- 28 października – Ludwig Greiner, niemiecki leśnik pracujący gł. na terenie dzisiejszej Słowacji (ur. 1796)
- 17 listopada – Đuro Daničić, serbski filolog, tłumacz i leksykograf (ur. 1825)
- 20 listopada – Henry Draper, amerykański lekarz i astronom (ur. 1837)
- 6 grudnia – Louis Blanc, francuski historyk i polityk, socjalista (ur. 1811)
- 12 grudnia – Alexander Gardner, szkocki fotograf działający głównie w USA (ur. 1821)
- 27 grudnia – Giovanni Losi, włoski katolicki ksiądz i misjonarz (ur. 1838)

## Zdarzenia astronomiczne
- 17 maja – całkowite zaćmienie Słońca
- 17 września – przejście przez peryhelium komety C/1882 R1. To najjaśniejsza kometa z ostatnich 800 lat.
- 6 grudnia – przejście planety Wenus na tle tarczy Słońca. Następne przejście 8 czerwca 2004.

## Święta ruchome
- Tłusty czwartek: 16 lutego
- Ostatki: 21 lutego
- Popielec: 22 lutego
- Niedziela Palmowa: 2 kwietnia
- Pamiątka śmierci Jezusa Chrystusa: 2 kwietnia
- Wielki Czwartek: 6 kwietnia
- Wielki Piątek: 7 kwietnia
- Wielka Sobota: 8 kwietnia
- Wielkanoc: 9 kwietnia
- Poniedziałek Wielkanocny: 10 kwietnia
- Wniebowstąpienie Pańskie: 18 maja
- Zesłanie Ducha Świętego: 28 maja
- Boże Ciało: 8 czerwca